# Hansi Kraus
Hansi Kraus, auch Hans Kraus, bürgerlich Jan Christoph Krause (* 26. Juni 1952 in Gliwice, Polen) ist ein deutscher Schauspieler.

## Leben
Der aus Oberschlesien stammende Krause wuchs ab dem sechsten Lebensjahr in München auf. Im Jahr 1964 rief er bei der Abendzeitung an, welche für die Verfilmung von Ludwig Thomas Lausbubengeschichten junge Darsteller suchte. Er bekam die Rolle der Hauptfigur.
Zugleich wurde ihm das Pseudonym Hansi Kraus verliehen, da der Filmproduzent Franz Seitz der Meinung war, dass ein Junge mit einem derart preußischen Namen den bayerischen Nationaldichter Ludwig Thoma in dem Film Lausbubengeschichten nicht darstellen könne. Kraus wurde vor allem durch diese Rolle, die er bis 1969 in fünf Filmen verkörperte, und als frecher Schüler Pepe Nietnagel in der siebenteiligen Filmreihe Die Lümmel von der ersten Bank (1967–1972) bekannt. Für den ersten Lümmel-Film bekam er eine Gage von 8000 DM. Nach seiner Zeit als Kinderstar und der mittleren Reife machte er Fachabitur in Design und lernte den Beruf des Erziehers. 1991 und 1992 trat er im Rahmen der Serie Ein Schloß am Wörthersee erneut in der Rolle des Pepe Nietnagel auf.
Seit den 1980er-Jahren wirkt er unter dem Namen Hans Kraus in zahlreichen Fernsehproduktionen und -serien mit, so in der Serie Marienhof und von 1994 bis 2010 als Bauer Sailer in Forsthaus Falkenau. Im Februar 2006 stand er für einen Werbespot der Marke Gabor vor der Kamera. Seit 2006 ist er Ensemblemitglied bei der Iberl Bühne. Bei der DVD-Veröffentlichung der Lümmel-Filmreihe im Jahr 2007 wurde er für die Menüführung eingesetzt. Kurz vor seinem 60. Geburtstag hatte er nach einer Blutvergiftung eine Nahtoderfahrung.
Kraus, der 1975 heiratete, ist der Vater zweier Töchter, die jüngere Miriam Krause ist ebenfalls Schauspielerin.
2017 erzählte er in einem Interview, dass er von RTL bereits viermal für das Dschungelcamp angefragt wurde. Seinen Eltern wirft er vor, ihm seine Filmgagen als Kinderstar vorenthalten und für den Kauf eines eigenen Hauses verwendet zu haben.

## Filmografie (Auswahl)
- 1964: Străinul
- 1964: Lausbubengeschichten
- 1965: Tante Frieda – Neue Lausbubengeschichten
- 1966: Onkel Filser – Allerneueste Lausbubengeschichten
- 1967: Der Paukenspieler
- 1967: Zur Hölle mit den Paukern
- 1967: Wenn Ludwig ins Manöver zieht
- 1968: Zum Teufel mit der Penne
- 1969: Ludwig auf Freiersfüßen
- 1969: Pepe, der Paukerschreck
- 1969: Hurra, die Schule brennt!
- 1970: Das Glöcklein unterm Himmelbett
- 1970: Musik, Musik – da wackelt die Penne
- 1970: Wir hau’n die Pauker in die Pfanne
- 1971: Außer Rand und Band am Wolfgangsee
- 1971: Kinderarzt Dr. Fröhlich
- 1971: Die Kompanie der Knallköppe
- 1971: Morgen fällt die Schule aus
- 1972: Meine Tochter – deine Tochter
- 1972: Rudi, benimm dich!
- 1972: Die tollen Tanten schlagen zu
- 1972: Betragen ungenügend!
- 1973: Crazy – total verrückt
- 1973: Das Wandern ist Herrn Müllers Lust
- 1973: Blau blüht der Enzian
- 1974: Zwei Jahre Ferien (Miniserie, 4 Teile)
- 1975: Der Geheimnisträger
- 1976: Unordnung und frühes Leid
- 1977: Die Jugendstreiche des Knaben Karl
- 1978: Derrick (Fernsehserie, Folge 5x04)
- 1979: Andreas Vöst (TV)
- 1979–1980: Der Bürgermeister (Fernsehserie, 10 Folgen)
- 1980: Der Falsche Paß für Tibo (TV)
- 1980, 1983: Polizeiinspektion 1 (Fernsehserie, Folgen 3x06, 6x06)
- 1982: Manni, der Libero (Fernsehserie, Folgen 1x03, 1x06)
- 1981: Die Rumplhanni (TV)
- 1983: Der Alte (Fernsehserie, Folge 7x10)
- 1984: Franz Xaver Brunnmayr (1.02, 1 Folge)
- 1984: Bauerntheater – Glück auf der Alm
- 1985: Bauerntheater – Die drei Eisbären
- 1985: Der Komödienstadel – Der Onkel Pepi
- 1985: Big Mäc
- 1985: Flammenzeichen (TV)
- 1986: Der Komödienstadel – Der Nothelfer
- 1987–1988: Waldhaus (Fernsehserie, 18 Folgen)
- 1987: Bauerntheater – Es geigt sich was
- 1988: Lustspiel – Einfaches Leben
- 1988: Lustspiel – Stich ins Wespennest
- 1989: Der Komödienstadel – Der brave Sünder
- 1990–1992: Löwengrube (Fernsehserie, 17 Folgen)
- 1991–1992: Ein Schloß am Wörthersee (Fernsehserie, 3 Folgen, als Pepe Nietnagel)
- 1991: Erfolg
- 1992: Immer Ärger mit Nicole
- 1992: Happy Holiday (Fernsehserie, eine Folge)
- 1993: Chiemgauer Volkstheater – Seine Majestät der Kurgast
- 1993: Der Bergdoktor (Fernsehserie, Folge 2x09)
- 1993–1995: Zum Stanglwirt (Fernsehserie, 18 Folgen)
- 1994: Der Komödienstadel – Die Goldene Gans
- 1994: Elbflorenz (Fernsehserie, 3 Folgen)
- 1994–2010: Forsthaus Falkenau (Fernsehserie, 127 Folgen)
- 1995: Dr. Stefan Frank – Der Arzt, dem die Frauen vertrauen (Fernsehserie, Folgen 1x06–1x07)
- 1995: Aus heiterem Himmel (Fernsehserie, Folgen 1x12, 2x02)
- 1995–1996: Marienhof (Soap)
- 1997: Stürmischer Sommer (TV)
- 1997: Café Meineid (Fernsehserie, Folge 6x02)
- 1998–2014: SOKO 5113 (Fernsehserie, 3 Folgen)
- 2002: Der Urvogel (Kurzfilm)
- 2003: Die Rosenheim-Cops (Fernsehserie, Folge 2x02)
- 2004: Der Komödienstadel – Der Prinzregentenhirsch
- 2004: Um Himmels Willen (Fernsehserie, 3 Folgen)
- 2005: Der Komödienstadel – Kuckuckskind
- 2005: München 7 (Fernsehserie, Folge 2x03)
- 2005: Mit Herz und Handschellen (Fernsehserie, Folgen 2x04, 2x10)
- 2006: Der Komödienstadel – Der Prämienstier
- 2006: Ritter der traurigen Gestalt (Kurzfilm)
- 2007: Sturm der Liebe (Fernsehserie, Folgen 319–371)
- 2007–2010: Kanal fatal (Fernsehserie, 12 Folgen)
- 2007: Der Komödienstadel – Links Rechts Gradaus
- 2008: Mein Gott, Anna!
- 2010: Der Bergdoktor (Fernsehserie, Folge 3x01)
- 2010: Kollegium – Klassenkampf im Lehrerzimmer (Fernsehserie, 12 Folgen)
- 2011: Der Kaiser von Schexing
- 2011: Trans Bavaria
- 2011: Für immer daheim (TV)
- 2012: Herzflimmern – Liebe zum Leben (Soap, 3 Folgen)
- 2015: Hubert und Staller (Fernsehserie, Folge 4x07)
- 2016: Die Rosenheim-Cops (Fernsehserie, Folge 16x05)
- 2019: Club der einsamen Herzen (TV)
- 2020: Der Grenzer (Kurzfilm)
- 2021: Um Himmels Willen (Fernsehserie, Folge Plötzlich reich)
- 2024: Aktenzeichen XY … ungelöst  (Folge 601)

## Hörspiele und Hörbücher
- 2004: Lausbubengeschichten (Hörbuch)
- 2004: Neue Lausbubengeschichten (Hörbuch)
- 2005: Kleine Fische – Folge 1 – Rumdackln (Hörspiel)
- 2006: Kleine Fische – Folge 2 – Des neie Radl (Hörspiel)

## Auszeichnungen
- 1970: Bronzener Bravo Otto
- 1971: Silberner Bravo Otto
- 1972: Bronzener Bravo Otto